# Kijevski listići
Kijevski listići sedmolisni su glagoljski rukopis staroslavenskog kanona koji sadrži dijelove rimske liturgije. Smatraju najstarijim i najarhaičnijim staroslavenskim rukopisom i datirani su najkasnije u 10. stoljeće. Sedam listova pergamenta sačuvani su u malom formatu (14,5 x 10,5 cm).

## Povijest
Zbog znatnog broja čeških jezičnih osobina (c, z umjesto staroslavenskog št, žd) mjesto njihovog nastanka smješteno je u Češku, i to na kraju 10. stoljeća. Prema novijim istraživanja, na osnovi značajnog broja redakcijskih jezičnih osobina i na osnovi mlađih paleografskih indikatora, poput linijskog ustroja, njihov nastanak pomaknut je prema 11. stoljeću. Prva stranica (Rim. XIII, 11 – XIV, 3; molitva Mariji) napisana je nešto kasnije (11./12. stoljeće), drugačijim grafijskim uzusom te s drugačijom jezičnom podlogom. Prema argumentaciji Marije Agnezije Pantelić vjerojatno je riječ o jugoistočnom kraju hrvatskog prostora. Josip Hamm sumnjao je da su krivotvoreni u 19. stoljeću, no svi argumenti tomu u prilog kasnije su opovrgnuti.
Arhimandrit Antonin Kapustin 1870. godine pronašao je Kijevske listiće, vjerojatno u sinajskom samostanu svete Katarine te ih je odnio u knjižnicu Kijevske duhovne akademije. Tamo ih je za znanost, na trećem arheološkom kongresu, otkrio Izmail Ivanovič Sreznjevski 1874. godine te ih je 1876. godine objavio u ćiriličkoj transliteraciji, bez faksimila. Danas se čuvaju u Središnjoj znanstvenoj knjižnici ukrajinske Akademije znanosti.

## Uzorak teksta
по въсѫдѣ :. Смѣрьно тѧ молимъ вьсемогъи б҃же. молитвами свѧтыхъ твоихъ. и ты самъ бѫди. и даръ твои въсели въ ны. и врѣмѧ наше въ правьдѫ постави :. г҃мь :.
мьшѣ на вьсѧ дьни вьсего лѣта обидѫцѣ :. Б҃ъ иже тварь своѭ велми помилова. и по гнѣвѣ своемь. изволи въплътити сѧ съпасениѣ ради чловѣчьска. и въсхотѣвъ намъ оутврьди срьдьцѣ нашѣ. и милостиѭ твоеѭ просвѣти ны : г҃мь :
надъ оплатъмь :. Близъ насъ бѫди г҃и просимъ тѧ. и молитвѫ нашѫ оуслыши. да оупъвание [въ]ньмемъ дѣлъ своихъ. и въ любъвь даръ сь тебѣ приносимъ : г҃мь :.
прѣфациѣ: вѣчьнъи б҃же : Небесьскыѧ твоѧ силы просимъ и молимъ. да съ вышьними твоими. достоины сътвориши ны : и вѣчьнаѣ твоѣ ихъже жѧдаемъ подасъ намъ милостивьно : х҃мь г҃мь нашимь. и҃мь
по въсѫдѣ :. Просимъ тѧ г҃и дазь намъ. да свѧтъи твои въсѫдъ приемлѭце достоини бѫдемъ очишчениѣ твоего. и вѣра твоѣ въ насъ да въздрастетъ : г҃мь нашимь ис҃м .

## Vanjske poveznice
- Kijevski listići, na projektu TITUS
- Kijevski listići, na projektu MANUSCRIPT
- Kijevski listići Hrvatska enciklopedija
- Kijevski listići, Proleksis enciklopedija